# Роуленд, Келли
Келе́ндрия Трин «Ке́лли» Ро́уленд (англ. Kelendria Trene "Kelly" Rowland; род. 11 февраля 1981, Атланта, штат Джорджия) — американская певица и актриса. Выступает в стиле современный ритм-энд-блюз, является автором текстов песен.

## Биография
Получила известность как одна из основательниц известной американской группы Destiny’s Child — самой продаваемой R&B-группы за всю историю, согласно World Music Awards и Sony BMG. После серии успешных альбомов, выпущенных в составе группы, и сотрудничества с рэпером Nelly над синглом «Dilemma», получившим «Грэмми» в номинации «Лучшее рэп/песенное совместное исполнение», Роуленд выпустила свой первый сольный альбом «Simply Deep» (2002). Альбом имел коммерческий успех, было продано более 2,5 млн копий («Simply Deep» достиг 1-го места в хит-параде Великобритании и 12-го места в хит-параде американского журнала «Billboard»).
Второй альбом «Ms. Kelly» (2007) издан 25 июня в Европе, 3 июля в США. Включал синглы «Like This» (в сотрудничестве с рэп-исполнительницей Eve), «Ghetto» (в сотрудничестве с рэпером Snoop Dogg), «Work». В США «Ms. Kelly» поднялся на 6-е место хит-парада «Billboard», но в Великобритании этот альбом смог достичь лишь 37-й строчки национального хит-парада. В переиздание «Ms. Kelly», которое получило название «Ms. Kelly Deluxe» и было выпущено в 2008 году, был включён новый сингл «Daylight» (при участии рэпера Трэвиса МакКоя из хип-хоп-группы Gym Class Heroes). «Ms. Kelly Deluxe» занял 23-е место в хит-параде Великобритании.
Исполнительница хита 2009 года «When Love Takes Over» в сотрудничестве с Дэвидом Гетта.

### Личная жизнь
С 9 мая 2014 года Келли замужем за своим менеджером Тимом Уизерспуном, с которым она встречалась 3 года до их свадьбы. У супругов есть сын — Тайтан Джюэлл Уизерспун (род.04.11.2014). 21 января 2021 года певица родила второго сына — Ноя Джона Уизерспуна.

## Дискография

### Студийные альбомы
- Simply Deep (2002)
- Ms. Kelly (2007)
- Here I Am (2011)
- Talk a Good Game (2013)

## Фильмография
Помимо певческой карьеры Роуленд принимала участие в съёмках фильмов и телевизионных сериалов:

| Год       |    | Русское название            | Оригинальное название    | Роль              |
| --------- | -- | --------------------------- | ------------------------ | ----------------- |
| 1999      | ф  | Разбойники из Беверли-Хиллз | Beverly Hood             | девушка #2        |
| 2002      | с  | Хьюли                       | The Hughleys             | Карли             |
| 2003      | ф  | Фредди против Джейсона      | Freddy vs. Jason         | Киа Уотерсон      |
| 2003      | с  | Американские мечты          | American Dreams          | Марта Ривз        |
| 2003      | с  | Ив                          | Eve                      | Клео              |
| 2004      | ф  | Массовка                    | The Seat Filler          | Jhnelle           |
| 2006      | с  | Подруги                     | Girlfriends              | Тэмми Хэмилтон    |
| 2011      | с  |                             | Single Ladies            | DJ Дениз          |
| 2012      | тф |                             | Ali 70 from Las Vegas    |                   |
| 2012      | ф  | Думай, как мужчина          | Think Like a Man         | Бренда            |
| 2015      | с  | Быть Мэри Джейн             | Being Mary Jane          | Робин             |
| 2015—2016 | с  | Империя                     | Empire                   | Ли Мэри Уокер     |
| 2019      | с  | Американский соул           | American Soul            | Глэдис Найт       |
| 2019      | с  | Бумеранг                    | Boomerang                | в роли самой себя |
| 2019      | с  | Лучшие в Лос-Анджелесе      | L.A.'s Finest            | Фейт Бейнс        |
| 2019      | с  | Дамы шутят по-черному       | A Black Lady Sketch Show | Техник ЦРУ        |
| 2020      | ф  | Мои волосы хотят убивать    | Bad Hair                 | Сандра            |

## Награды
За сингл «Dilemma» Роуленд получила награды (2003 год):
- «Грэмми» в номинации «Лучшее рэп/песенное совместное исполнение»
- «London’s Favorite International Single»
- «Best Video International»
- «Hot Rap Track of The Year»

Прочие награды:
- «Best R&B International» (2003)